# 2016 en Bretagne
 Chronologie de la Bretagne
- 2012
- 2013
- 2014
- 2015
- 2016
- 2017
- 2018
- 2019
- 2020

Cette page présente les faits marquants de l'année 2016 en Bretagne.

## Société

### Faits sociétaux
- 9 janvier : une manifestation contre le projet d'aéroport du Grand Ouest rassemble entre 7 200  et   20 000 personnes sur le périphérique de Nantes[1].
- entre le 11 et le 14 janvier : à Rennes, au cours de l'essai clinique de phase 1 d'un médicament de la société Biotrial, un patient est diagnostiqué en état de mort cérébrale et cinq autres sont hospitalisés pour des troubles neurologiques[2].
- 16 janvier : plusieurs manifestations contre le projet d'aéroport du Grand Ouest à Guingamp, Pontivy et Rennes où 3 500 personnes étaient réunies[3].
- 24 janvier : environ 15 000 personnes défilent dans Brest en soutien du Crédit mutuel Arkéa (dont le siège social est situé au Relecq-Kerhuon) en conflit avec le Crédit mutuel CIC[4].
- 23 février : un jeune dauphin mutilé par des pêcheurs est retrouvé sur une plage de la baie de Douarnenez. L'association Sea Shepherd dénonce une pratique illégale des pêcheurs de sardines, qui tueraient et dépèceraient ces animaux strictement protégés[5].
- 27 février : une manifestation contre le projet d'aéroport du Grand Ouest voit converger 15 000  à   50 000 personnes depuis les routes nationales RN137 (Nantes—Rennes) et RN165 (Nantes—Vannes) jusqu'au Temple-de-Bretagne[6].
- 5 avril : importante pollution à Sainte-Anne-sur-Brivet provoquée par la rupture d'un pipeline reliant Donges et Vern-sur-Seiche[7].
- 28 avril : heurts entre manifestants et forces de l'ordre à Rennes en marge de la manifestation contre le projet de « Loi travail » provoquant 38 blessés parmi les premiers (dont un jeune éborgné) et 2 parmi les forces de l'ordre[8].
- 10 et 12 mai : nombreuses dégradations à Rennes et Nantes (notamment à la gare sud[9]) en marge des manifestations contre le projet de « Loi travail »[10].
- 7 juin : après Ploumanac'h en 2015, Rochefort-en-Terre remporte l'édition 2016 de l'émission Le Village préféré des Français[11].
- 11 septembre : près de 4 000 personnes défilent à Lannion contre l'extraction de sable coquillier dans la baie[12].

Crise agricole
Manifestations et blocages par des agriculteurs protestant contre les prix d'achat pratiqués dans l'élevage.
- 20 janvier : les agriculteurs costarmoricains bloquent la route nationale 12 au niveau de Saint-Brieuc[13] ; ils sont rapidement imités les jours suivants dans les autres départements bretons.
- 26 janvier : Stéphane Le Foll, ministre de l'agriculture, annonce le déblocage d'un fonds de 290 000 000 €[14].
- 27 et 28 janvier : mercredi et jeudi noirs, nombreux blocages sur les routes du Grand Ouest rendant la circulation difficile un peu partout[15].
- 15 février : blocage de la ville de Vannes, malgré les interdictions de manifester[16].
- 17 février : environ 500 tracteurs bloquent la rocade de Rennes[17].

### Phénomènes naturels
- 19 et 20 novembre : tempête touchant tout le nord-ouest de la France. Des rafales de 165 km/h sont enregistrées à Camaret, et de 100 km/h à Brest, Lorient, Guingamp, et Dinard. 19 000 foyers sont privées d'électricité dans la région[18].
- 21 juillet : Séisme de magnitude 3,5 enregistré à Saint-Philbert-de-Grand-Lieu[19].
- 30 octobre : Séisme de magnitude 3 enregistré à Hanvec[20].
- 17 novembre : Séisme de magnitude 2,2 enregistré à Ploudalmézeau[21].

## Politique

### Vie politique
- 26 juin : lors de la consultation sur le projet de transfert de l’aéroport de Nantes Atlantique à Notre-Dame-des-Landes, ce projet est accepté[22].

### Réforme territoriale
- 1er janvier : création de 13 communes nouvelles entraînant la disparition de 33 communes en région Bretagne et 6 (14 disparitions) en Loire-Atlantique :

| Commune nouvelle                  | Anciennes communes                                                                                  | Nb communes | Département      | Arrêté préfectoral                            |
| --------------------------------- | --------------------------------------------------------------------------------------------------- | ----------- | ---------------- | --------------------------------------------- |
| Plœuc-L'Hermitage                 | L'Hermitage-Lorge et Plœuc-sur-Lié                                                                  | 2           | Côtes-d'Armor    | Arrêté du 30 septembre 2015                   |
| Le Mené                           | Collinée, Le Gouray, Langourla, Plessala, Saint-Gilles-du-Mené, Saint-Gouéno et Saint-Jacut-du-Mené | 7           | Côtes-d'Armor    | Arrêté du 5 octobre 2015                      |
| Jugon-les-Lacs - Commune nouvelle | Dolo et Jugon-les-Lacs                                                                              | 2           | Côtes-d'Armor    | Arrêté du 27 novembre 2015                    |
| Pordic                            | Pordic et Tréméloir                                                                                 | 2           | Côtes-d'Armor    | Arrêté du 27 novembre 2015                    |
| Lamballe                          | Lamballe et Meslin                                                                                  | 2           | Côtes-d'Armor    | Arrêté du 9 décembre 2015                     |
| Plémet (anc. Les Moulins)         | Plémet et La Ferrière                                                                               | 2           | Côtes-d'Armor    | Arrêté du 9 décembre 2015                     |
| Audierne                          | Audierne et Esquibien                                                                               | 2           | Finistère        | Arrêté no 2015289-0001 du 16 octobre 2015     |
| Saint-Thégonnec Loc-Eguiner       | Saint-Thégonnec et Loc-Eguiner-Saint-Thégonnec                                                      | 2           | Finistère        | Arrêté no 2015357-0001 du 23 décembre 2015    |
| Guipry-Messac                     | Guipry et Messac                                                                                    | 2           | Ille-et-Vilaine  | Arrêté no 2015-17957 du 23 juillet 2015       |
| La Chapelle du Lou du Lac         | La Chapelle-du-Lou et Le Lou-du-Lac                                                                 | 2           | Ille-et-Vilaine  | Arrêté no 2015-18262 du 23 septembre 2015     |
| Theix-Noyalo                      | Theix et Noyalo                                                                                     | 2           | Morbihan         | Arrêté du 5 novembre 2015                     |
| Évellys                           | Moustoir-Remungol, Naizin et Remungol                                                               | 3           | Morbihan         | Arrêté du 21 décembre 2015                    |
| Val d'Oust                        | La Chapelle-Caro, Quily et Le Roc-Saint-André                                                       | 3           | Morbihan         | Arrêté du 24 décembre 2015                    |
| Villeneuve-en-Retz                | Bourgneuf-en-Retz et Fresnay-en-Retz                                                                | 2           | Loire-Atlantique | Arrêté RAA spécial no 69 du 29 septembre 2015 |
| Divatte-sur-Loire                 | Barbechat et La Chapelle-Basse-Mer                                                                  | 2           | Loire-Atlantique | Arrêté du 20 octobre 2015                     |
| Vair-sur-Loire                    | Saint-Herblon et Anetz                                                                              | 2           | Loire-Atlantique | Arrêté du 29 octobre 2015                     |
| Machecoul-Saint-Même              | Machecoul et Saint-Même-le-Tenu                                                                     | 2           | Loire-Atlantique | Arrêté du 27 novembre 2015                    |
| Chaumes-en-Retz                   | Arthon-en-Retz et Chéméré                                                                           | 2           | Loire-Atlantique | Arrêté du 14 décembre 2015                    |
| Loireauxence                      | Belligné, La Chapelle-Saint-Sauveur, La Rouxière et Varades                                         | 4           | Loire-Atlantique | Arrêté du 18 décembre 2015                    |

- 30 mars : publication des arrêtés préfectoraux portant schémas départementaux de coopération intercommunale avec prise d'effet au 1er janvier 2017
  - dans les Côtes-d'Armor[41] :
    - Fusion de Saint-Brieuc Agglomération, de Quintin Communauté et des communautés de communes du Sud Goëlo et Centre Armor Puissance 4 — extension à la commune de Saint-Carreuc (communauté de communes du Pays de Moncontour) ;
    - Fusion de Le Leff communauté et de la communauté de communes Lanvollon - Plouha ;
    - Fusion de Lamballe Communauté et des communautés de communes de la Côte de Penthièvre, Arguenon - Hunaudaye, du Pays de Moncontour (sans la commune de Saint-Carreuc), du Pays de Du Guesclin (sans les communes de Broons, Mégrit et Yvignac-la-Tour) — extension aux communes de Hénanbihen et Saint-Denoual (communauté de communes du Pays de Matignon) ;
    - Fusion de Dinan communauté et des communautés de communes du Pays de Caulnes, Rance - Frémur (sans la commune de Tréméreuc), Plancoët-Plélan, du Pays de Matignon (sans les communes de Hénanbihen et Saint-Denoual) — extension aux communes de Broons, Mégrit et Yvignac-la-Tour ;
    - Fusion de la CIDERAL et de la Hardouinais Mené — extension à la commune de Mûr-de-Bretagne et à la commune nouvelle du Mené ;
    - Fusion de Lannion-Trégor Communauté et des communautés de communes du Haut-Trégor et de la Presqu’île de Lézardrieux ;
    - Fusion de Guingamp Communauté, Pontrieux Communauté et des communautés de communes Paimpol-Goëlo, du Pays de Bégard, du Pays de Belle-Isle-en-Terre, du Pays de Bourbriac et Callac - Argoat.

  - dans le Finistère[42] :
    - Fusion des communautés de communes de la Baie du Kernic et du Pays Léonard ;
    - Fusion des communautés de communes de la presqu'île de Crozon et de l'Aulne Maritime (sans la commune de Saint-Ségal) ;
    - Fusion des communautés de communes du Pays de Châteaulin et du Porzay (sans la commune de Quéménéven) et de la Région de Pleyben — extension à la commune de Saint-Ségal ;
    - Fusion de Quimper Communauté et de la communauté de communes du Pays Glazik — extension à la commune de Quéménéven ;
    - Fusion des communautés de communes du Yeun Elez et des Monts d'Arrée ;

  - en Ille-et-Vilaine[43] :
    - Extension de la communauté de communes Côte d'Émeraude à la commune de Tréméreuc (Rance - Frémur, Côtes-d'Armor) ;
    - Fusion des communautés de communes du Pays de Dol-de-Bretagne et de la Baie du Mont Saint-Michel et de la Baie du Mont Saint-Michel ;
    - Fusion des communautés de communes du canton d'Antrain et du Coglais — extension à la commune de Romazy (communauté de communes du Pays d'Aubigné) ;
    - Fusion de Fougères communauté et Louvigné communauté — extension aux communes de La Chapelle-Saint-Aubert, Saint-Christophe-de-Valains, Saint-Georges-de-Chesné, Saint-Jean-sur-Couesnon, Saint-Marc-sur-Couesnon, Saint-Ouen-des-Alleux et Vendel (communauté de communes du Pays de Saint-Aubin-du-Cormier) ;
    - Extension de la communauté de communes du Pays de Liffré aux communes de Gosné, Livré-sur-Changeon, Mézières-sur-Couesnon et Saint-Aubin-du-Cormier (communauté de communes du Pays de Saint-Aubin-du-Cormier) ;
    - Extension de la communauté de communes du Val d'Ille aux communes de Andouillé-Neuville, Aubigné, Feins, Gahard, Montreuil-sur-Ille, Saint-Aubin-d'Aubigné, Sens-de-Bretagne et Vieux-Vy-sur-Couesnon (communauté de communes du Pays d'Aubigné) ;
    - Extension de Rennes Métropole à la commune de Mouazé (communauté de communes du Pays d'Aubigné) ;
    - Fusion des communautés de communes du Pays de Grand-Fougeray et de Moyenne Vilaine et Semnon ;
    - Extension de la communauté de communes du pays de Redon à la commune des Fougerêts (communauté de communes du pays de La Gacilly, Morbihan).

  - dans le Morbihan[44] :
    - Fusion de Vannes agglo, de Loc'h Communauté et le la communauté de communes de la Presqu'île de Rhuys ;
    - Fusion de Ploërmel communauté, Josselin communauté et des communautés de communes de Mauron en Brocéliande et du Porhoët ;
    - Fusion de Guer Communauté et des communautés de communes du pays La Gacilly (sans la commune des Fougerêts) et du Val d'Oust et Lanvaux ;
    - Fusion de Baud Communauté, Saint-Jean Communauté et Locminé communauté ;
    - Retrait de la commune de Mûr-de-Bretagne (Côtes-d'Armor) de Pontivy communauté.

## Économie

### Construction navale
- 10 mars : l'Harmony of the Seas, plus grand paquebot du monde, quitte la forme d'armement des Chantiers de l'Atlantique[45].
- 6 avril : MSC annonce la commande de 4 paquebots à STX France pour un montant d'environ 4 milliards d'euros[46].

## Culture

### Musique
- Championnat national des bagadoù 2016.
- Festival interceltique de Lorient 2016.

## Sports

### Cyclisme
- du 14 au 18 septembre : championnats d'Europe de cyclisme sur route organisés à Plumelec, après le désistement de Nice pour des raisons sécuritaires[47].

### Football
- Quatre clubs bretons participent à l'édition 2015-2016 du Championnat de France de football : l'En Avant de Guingamp, le FC Lorient, le FC Nantes et le Stade rennais. Le club rennais obtient le meilleur classement, terminant à la neuvième place[48].
- Seule équipe bretonne engagée, l'EA de Guingamp termine neuvième de l'édition 2014-2015 du championnat de France de football féminin.
- Du 26 mai au 5 juin : première coupe du monde militaire de football féminin dans les stades bretons (Rennes, Saint-Brieuc, Saint-Malo, Vannes, Cesson-Sévigné et Chantepie)[49]
- 3 juin : le Roazhon Park établit un nouveau record français d’affluence pour un match féminin (24 835 billets vendus)[50] pour le match de la France contre la Grèce, qui voit les premières l'emporter 1 à 0[51].

### Football gaélique
- 7 mai : match Bretagne-France à Liffré.

### Gouren
- Du 19 au 23 avril : Championnat d'Europe de Lutte Celtiques, à Brest, avec des sportifs de douze nations[52].

### Rugby à XV
- 15 mai : en remportant le match retour de la demi-finale des play-offs de Fédérale 1 contre le Rugby club Massy Essonne, le RC Vannes s'assure d'accéder, pour la saison 2016-2017, à la Pro D2 pour la première fois pour un club breton[53].
- 26 novembre : le match international Fidji - Japon est organisé au stade de la Rabine à Vannes et se solde par la victoire des premiers[54].

### Tennis de table
- Du 15 au 17 avril : championnat de France de tennis de table à l'Arena, à Brest[55].

## Infrastructures

### Constructions
- 17 mai : début du montage de l'infrastructure du téléphérique de Brest[56].
- 24 juin : à Vannes, ouverture du tunnel de Kérino à la circulation automobile ; l'ouverture aux piétons et cyclistes est prévue le 26 juillet[57].
- 19 novembre : inauguration du téléphérique de Brest[58].

### Destructions
- 3 janvier : incendie de l'ancien hôpital de Douarnenez, abandonné depuis les années 1980[59].
- 29 février : incendie de l'église Notre-Dame de Parigné[60].
- 21 juin : incendie de l'église Notre-Dame-de-la-Merci de Trémel[61].
- 19 novembre : un affaissement dans un magasin Noz de la rue Saint-Malo, à Rennes, est provoqué par le tunnelier perçant les couloirs de la Ligne B du métro[62],[63].

## Décès
- 18 janvier : Huguette Gallais (1921 - 2016), déportée résistante française 39-45 Résistance française Commandeur de la Légion d'honneur[64].
- 3 mars : Yves Guéna (1922, Brest - 2016, Paris), ancien résistant, homme politique et ministre[65].
- 7 mars : Michel Jaouen (1920, Ouessant - 2016, Paris), prêtre[66].
- 29 mars : Louis Bégot (1921, Vannes - 2016), ancien du commando Kieffer[67].
- 13 mai :
  - Éloi Leclerc (1921, Landerneau - 2016, Saint-Servan), prêtre et écrivain[68].
  - Didier Le Botmel (1949 - 2016), speaker du FC Lorient et du grand Prix de Plouay, conseiller municipal de Cléguérec[69].
- 27 juin : Bertrand Frélaut (1946, Vannes - 2016, Vannes), historien[70].
- 15 juillet : Amélie Kerloc'h, maire de Plogoff entre 1980 et 1989[71].
- 12 août : Madeleine Cestari (1921, Vannes - 2016, Vannes), résistante, sœur du colonel Rémy[72].
- 8 septembre : Martial Ménard (1951, Paris - 2016, Quimper), linguiste, lexicographe, éditeur et journaliste de langue bretonne[73].
- 11 novembre : Jean Stalaven (1918, Bourbriac - 2016, Saint-Brieuc), entrepreneur dans l'agro-alimentaire[74].